# Dhu-l-qada
Dhu-l-qada (àrab: ذو القعدة, ḏū l-qaʿda) és l'onzè mes del calendari musulmà i té 30 dies. Durant aquest més no es pot lluitar (així com tampoc no es pot fer durant els mesos de muhàrram, ràjab i dhu-l-hijja). De fet, el nom vol dir ‘mes de treva’ o ‘mes que està aturat’, ja que en el període preislàmic ja hi era il·legal utilitzar les armes per motius religiosos.
L'any 7 de l'Hègira va tenir lloc, durant aquest mes, el primer pelegrinatge a la Meca (umra) del profeta Muhàmmad amb els seus companys.

## Dates assenyalades
- 11 de dhu-l-qada, naixença de l'imam xiïta Alí ar-Ridà.
- 25 de dhu-l-qada, naixença de Jesús (segons la tradició xiïta).
- 29 de dhu-l-qada, mort de l'imam xiïta Muhàmmad Jawad at-Taqí.

| Mesos del calendari musulmà |
| --- |
| muhàrram • sàfar • rabí al-àwwal • rabí al-àkhir • jumada al-ula • jumada al-àkhira • ràjab • xaban • ramadà • xawwal • dhu-l-qada • dhu-l-hijja |